# ان–پروپیل کلرید
ان–پروپیل کلرید (به انگلیسی: N-Propyl chloride) با فرمول شیمیایی C۳H۷Cl یک ترکیب شیمیایی با شناسه پاب‌کم ۱۰۸۹۹ است. که جرم مولی آن ۷۸٫۵۴ می‌باشد. شکل ظاهری این ترکیب، مایع بی‌رنگ است.